# 克利夫頓鎮區 (北達科他州卡斯縣)
克利夫頓鎮區（英語：Clifton Township）是位於美國北達科他州卡斯縣的一個鎮區。

## 地方資料
克利夫頓鎮區的面積為91.59平方千米，當中陸地面積為91.01平方千米，而水域面積為0.57平方千米。根據2020年美國人口普查的數據，當地共有人口69人，而人口密度為每平方千米0.75人。